# Émile de Bray
Émile Frédéric de Bray (né le 9 mars 1829 à Paris et décédé le 19 mars 1879 à Brest) était un officier de la marine française et explorateur de l’Arctique à la recherche de l’expédition de Sir John Franklin.

## Biographie

### Jeunesse
Emile de Bray est né le 9 mars 1829 au numéro 37 de la rue des Martyrs dans le 9e arrondissement de Paris (Seine). Il est l’ainé des trois enfants d’Achille Hector Camille de Bray, peintre paysagiste et de Théophile Marie Louise Borrel.

### Carrière
En 1844, il passa à Paris les épreuves du concours d’admission à l’école navale. Reçu, il s’embarqua à Brest le 1er octobre 1844 sur le vaisseau-école Le Borda.
Émile de Bray était un élève turbulent et dont les résultats étaient extrêmement irréguliers : médiocres dans les sciences exactes (à l’exception de la navigation) et dans les disciplines pratiques, en progrès constant en anglais, brillant dans les disciplines littéraires et géographiques, éblouissant en dessin. La seconde année à l’école sera meilleure bien que médiocre néanmoins.
Les appréciations du commandant de l’école, le capitaine de vaisseau Le Predour, à son égard étaient assez peu flatteuses : 

« 21 janvier 1845 : La conduite de cet élève n’est pas aussi satisfaisante qu’il serait à désirer ; il ne travaille pas et il est d’une faiblesse extrême dans la plupart de ses cours . Bonne santé. »

« 15 janvier 1846 : La conduite de cet élève n’est pas mauvaise ; mais il ne travaille pas et il est d’une faiblesse extrême dans la plupart de ses cours. »

« 15 avril 1846 : La conduite de cet élève n’est pas bonne et son travail n’est pas assez soutenu. Bonne santé. »

Le 1er août 1846, il est promu aspirant et s'embarque pour sa première affectation sur la corvette La Galathée pour une campagne de près de trois ans dans l’océan Pacifique.
En décembre 1847, le capitaine de vaisseau Fournier, commandant La Galathée a le commentaire suivant : 

« Très fortement constitué. Bon garçon. Deviendra marin, mais la paresse l’empêchera probablement de devenir bon observateur. Un peu négligé dans sa tenue »

De mars 1848 à avril 1849, Émile de Bray fut détaché sur le navire stationnaire local, la goélette La Papeete sur laquelle il s’exerça les fonctions d’officier en second.
Le 19 février l’aspirant Émile de Bray reçut le grade d’aspirant de première classe.
Entre le 17 septembre 1849 et le 3 mai 1850, il fut affecté pour de courtes durées sur différents bâtiments : le brick Le Fabert, le vaisseau Le Valmy, les frégates La Pandore et La Capricieuse, l’aviso à vapeur Le Dauphin et l’aviso Le Scamandre.
Le 3 mai 1850, il fut de nouveau affecté sur Le Valmy, vaisseau de 120 canons où il fit preuve de courage lors d’un incendie qu’il contribua à juguler. Cet acte lui valut une citation à l’ordre du jour de l’armée navale.
Le 2 avril 1851 il fut promu enseigne de vaisseau.

### Expédition polaire (avril 1852 à octobre 1854)[8]
L’objectif était de retrouver Sir John Franklin et son expédition sur les navires l’Erebus et le Terror.
Le 20 décembre 1851 l’enseigne de vaisseau Émile de Bray écrivit au ministre français de la marine pour lui demander de se joindre à l’expédition. Après des discussions diplomatiques, l’ambassadeur français en Angleterre reçut l’accord de l’amirauté britannique le 20 janvier 1852.
L’expédition anglaise fut commandée par Sir Edward Belcher et composée de cinq navires :
- L’Assistance commandée par le commandant Sir Edward Belcher
- La Resolute (Résolue), commandée par le capitaine Henry Kellett. Émile de Bray sera affecté sur ce bâtiment.
- Le Pionneer (Pionnier), commandé par le capitaine Osborn
- L’Intrepid (Intrépide), commandé par le capitaine McClintock
- Le North Star (Étoile du Nord), commandé par le capitaine Pullen

L’État major de la Resolute était composé de :
- Capitaine Henry Kellett
- Lieutenant George Frederick Mecham
- Lieutenant Bedford C. T. Pim
- Lieutenant Richard Vesey Hamilton
- Maître George Frederick M’Dougall
- Chirurgien William T. Domville
- Enseigne Richard Roche
- Enseigne George S. Nares

L’équipage au total comprenait 61 hommes.
La Resolute quitta Londres le 21 avril 1852 et hiverna dans l’île de Dealy.
Au cours de son séjour dans le grand nord, de Bray commanda plusieurs expéditions en traîneau : 
- Le 22 septembre 1852, il partit en traineau (dénommée la Marie)[12] avec pour objectif d’installer un dépôt dans les environs du cap Providence, dans l’île de Melville ce qu’il fait le 2 octobre 1852[13] avant de retourner à bord de la Resolute le 08 octobre 1852[14].
- Le 4 avril 1853, il part en traineau (dénommée Le Héros) avec pour objectif d’accompagner le capitaine McClintock pour l’exploration de la côté Nord Ouest de l’île Melville[15].

L’expédition subit finalement deux hivernages. La Resolute restant prisonnière des glaces il fut décidé d’abandonner le navire.
Le 8 mai 1854, Émile de Bray quitta la Resolute, se dirigeant vers le cap Cockburn afin d’embarquer sur le North Star qui hivernait près de l’ile Beechey,. Le 21 mai il arrivait à Assistance Harbour puis le 22 au cap Notham. Il fit alors route vers l’île Beechey le 23 mai avant d’atteindre le North Star le 25 mai.
Émile de Bray embarqua ensuite sur le Phoenix qui arriva à Londres le 02 octobre 1854.
À son arrivée en France, Émile de Bray fut nommé chevalier de la légion d’honneur le 12 août 1854 par le ministre français de la marine, Théodore Ducos,.
À la suite de cette nomination, il fut reçu en audience privée par Napoléon III.
Émile de Bray fut un officier apprécié par ses collègues comme le montrent les lettres suivantes :

« A bord de H.M.S. Phoenix
Au large de Cork
28 septembre 1854
Mon cher DeBray,
J'ai déjà exprimé à Sir Edward BeIcher, commandant l'expédition arctique, mon opinion sur votre conduite pendant que vous serviez sous mon commandement à bord du Navire de Sa Majesté Britannique la Résolue. Mais je ne veux pas que vous me quittiez sans vous avoir exprimé, à titre personnel, mon admiration pour la diligence et le zèle avec lesquels vous avez accompli les missions les plus diverses, ainsi que pour votre compétence dans leur exécution. Vous avez, Monsieur De Bray, fait honneur au Corps distingué auquel vous appartenez.
Arrivant parmi nous en parfait inconnu et ne parlant pas notre langue avec aisance, vous avez su vous adapter si bien à nos habitudes, à nos devoirs, à nos distractions et à notre formation, que vous avez gagné l'estime et le respect de tout le monde à bord et de nul autre plus que de celui qui se dit votre ami bien sincèrement, »

— Henry Kellett, Capitaine

« En attente à l'Amirauté
30 septembre 1854
Monsieur,
Après avoir appelé l'attention des Lords Commissaires de l'Amirauté sur les noms de plusieurs officiers appartenant à la Marine de Sa Majesté, j'ai l'infinie satisfaction de pouvoir parler dans les termes les plus élogieux de la conduite de M. Émile de Bray pendant qu'il servait sous le commandement plus immédiat de mon vaillant adjoint, le capitaine Henry Kellett, commandant le Navire de Sa Majesté Britannique la Résolue. Le capitaine Kellett a déjà adressé une lettre personnelle à M. de Bray l'assurant que sa conduite fait un très grand honneur au Corps dont il est un si noble représentant.
Comme Bellot de si regrettée mémoire, M. de Bray a su gagner la plus cordiale sympathie de tous ceux qui ont eu le plaisir de le connaître.
J'espère sincèrement que les sentiments qu'il nous a inspirés seront portés à la connaissance de son Gouvernement et que son mérite lui vaudra la récompense dont il est si digne.
J'ai l'honneur, etc.
Au Secrétaire de l'Amirauté »

### Fin de carrière
Entre le 1er février et le 23 avril 1855, Émile de Bray fut mis en corvée auprès du dépôt des Cartes et des Plans.
Du 4 juin au 1er décembre, il s’embarqua en tant que second sur la canonnière à vapeur La Poudre en partance pour la Baltique. Il participa alors à la guerre de Crimée, ce qui lui valut la « Baltic Medal », décoration d’origine britannique.
Entretemps, le 5 octobre 1855, il fut promu au grade de lieutenant de vaisseau.
Il se maria à Pont l’Abbé le 19 mai 1856 à Laetitia, fille de Hyacinthe Marie-Allain Le Bleis, négociant et propriétaire des grands moulins à marée situés sur le pont. Ils eurent six enfants dont deux sont morts en bas âge.
Le 1er août 1856, il prit les fonctions de capitaine de compagnie de recrutement du dépôt des équipages de Brest.
En 1857, il reçut au nom de la reine Victoria la décoration des expéditions arctiques, seul Français vivant à l’obtenir, le deuxième fut, à titre posthume, le lieutenant de vaisseau Joseph-René Bellot, mort noyé le 18 août 1853 dans le canal de Wellington lors de l’expédition du capitaine William Kennedy à bord du navire Prince-Albert.
Le 3 mars 1858, il quitta ses fonctions pour s’embarquer sur l’aviso à roues Le Gassendi. Sur ce navire, sa mission était de rallier Saint-Pierre et Miquelon et de remplir les fonctions de bâtiment amiral de la petite division navale traditionnellement chargée d’apporter assistance et protection aux très nombreux morutiers français pratiquant la pêche sur les bancs de Terre-Neuve. 
Après une permission de six mois en France, il retourna avec sa femme à Saint-Pierre et Miquelon où il débarqua le 29 avril.
Le 1er mai, il rallia une goélette à voile dénommée La Gentille.
Le 30 septembre 1861, Émile de Bray quittait la goélette et s’embarquait dès le lendemain sur le transport militaire La Perdrix qui le déposa à Brest le 22 octobre suivant.
C’est à ce moment-là que commencèrent ses problèmes de santé puisqu’après sa permission de 3 mois, il demanda un prolongement de congé étayé par un certificat médical attestant qu’il souffrait d’une affection rhumatismale vague imputable à ses dernières campagnes dans les régions septentrionales et parcourant successivement les genoux, les épaules, le thorax.
Le 14 mars il s'embarqua sur son nouveau bâtiment le vaisseau mixte de 3e rang Le Breslaw, commandé par le capitaine de frégate Geoffroy. Il quitta ce navire le 20 janvier 1863.
L'appréciation de son supérieur, le capitaine de vaisseau Robin était élogieuse :

« Bonne aptitude à toutes les branches du métier. S'occupe de dessin, de photographie, parle l'anglais. Bon officier; s'acquitte très consciencieusement de ses devoirs. Je suis très satisfait de ses services. »

Durant on séjour sur Le Breslaw, Émile de Bray fut de nouveau victime d'un accident de santé, plus grave que le précédent. Cet incident fut l'objet d'un certificat médical établi par le chirurgien major du Breslaw et joint à son dossier personnel. La conclusion était la suivante : 

« … le séjour des pays chauds est spécialement incompatible avec la santé de M. de Bray. »

Du 20 janvier 1863 au 20 janvier 1865, il fut affecté sur L'Inflexible où il reçut le  poste de capitaine de la 4e compagnie des mousses.
À partir d'avril 1865 et pendant dix mois, il exerça les fonctions de sous-aide major à Brest sous les ordres du major général, le contre-amiral Méquet.
Le 24 février 1866, le lieutenant de vaisseau de Bray était nommé commandant du Cher, aviso-transport flambant neuf de 1 700 tonnes et 64 mètres de long, navire qu'il rejoignit le 9 mars. Son objectif était de porter assistance aux pécheurs français sur les côtes islandaises.
En 1865, un explorateur français, Gustave Lambert, proposa à Emile de Bray de participer à une expédition au pôle nord en passant par le détroit de Bering. Émile de Bray devait être le commandant du bâtiment qui serait armé pour cette expédition. Malheureusement, conscient de son état de santé ainsi que ses responsabilités vis-à-vis de sa famille, Émile de Bray déclina l'offre.
L'année suivante, le Cher reçut l'ordre d'appareiller pour Vera Cruz afin de participer au rapatriement des derniers éléments du corps expéditionnaire français au Mexique. Émile de Bray malgré lui, dut quitter le commandement du navire à cause de ses problèmes de santé.
Au printemps de 1869, il fut désigné pour remplir un poste de lieutenant de vaisseau vacant à bord de L'Aigle, yacht de Napoléon III mais promu capitaine de frégate le 22 mai 1869, il dut quitter ce poste subalterne pour regagner Brest.
Le 7 aout 1870, le capitaine de frégate de Bray reçut l'ordre de prendre le commandement du 3e bataillon de marins (680 officiers, officiers mariniers et hommes de rang) et de gagner Paris dans les plus brefs délais où il fut affecté à la batterie de Saint-Ouen.
Le 29 novembre, il exécuta une préparation d'artillerie sur Épinay puis engagea la batterie prussienne installée à Orgemont. Le 21 janvier 1871, il fit canonner les positions ennemies d'Orgemont et d'Épinay sans se soucier de dévoiler sa propre position, pourtant dangereusement vulnérable.
Pour ces faits d’armes, il fut élevé au grade d'Officier de la Légion d’Honneur le 23 janvier 1871.
De retour à Brest le 18 mars il reprit ses fonctions d'aide de camp du préfet maritime qu'il exerça jusqu'au 16 juin.
Le 24 mai il rallia Toulon pour sa dernière affectation sur un navire, la corvette cuirassée Armide pour revenir à Brest le 29 juillet.
Le 7 octobre 1878, il demanda sa mise à la retraite anticipée.
Il meurt le 19 mars 1879 à Brest.
Émile de Bray est enterré au cimetière de la commune de Pont-l'Abbé (Finistère) (Carré 6, tombe 39).

## Hommages
- Il est peut-être une connaissance de Jules Verne qui s’inspire de son expérience pour écrire son roman Aventures du capitaine Hatteras (Les Anglais au pôle Nord  —  Le désert de glace) et le mentionne au chapitre XV de la deuxième partie[39] puis au chapitre XIX[40]
- Un cap porte son nom sur la côte nord ouest de l’île Melville.